# Dippoldiswalder Straße (Pirna)

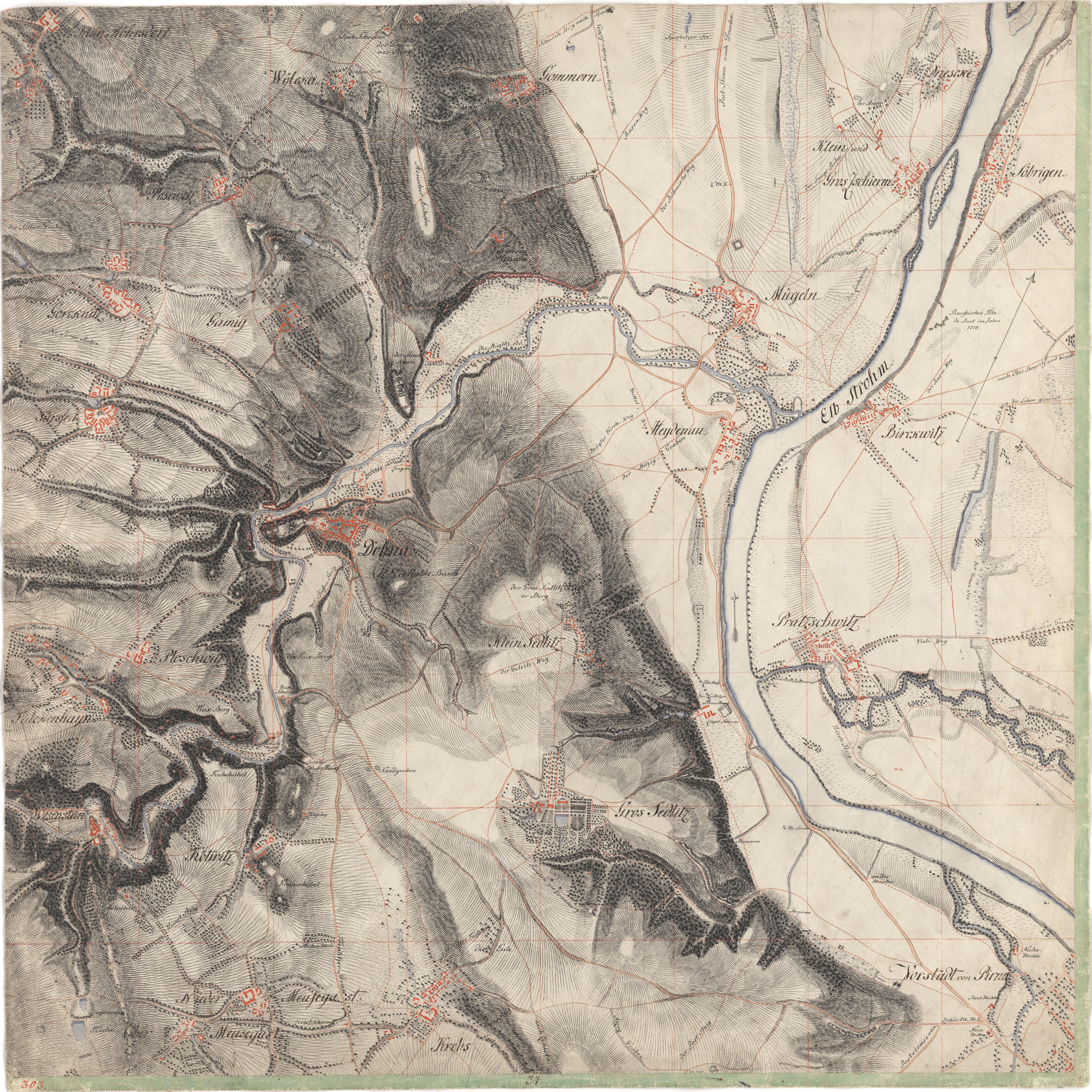
Straßenverlauf (unten rechts im Bild) auf dem Asterschen Meilenblatt, Blatt Nr. 303, um 1781

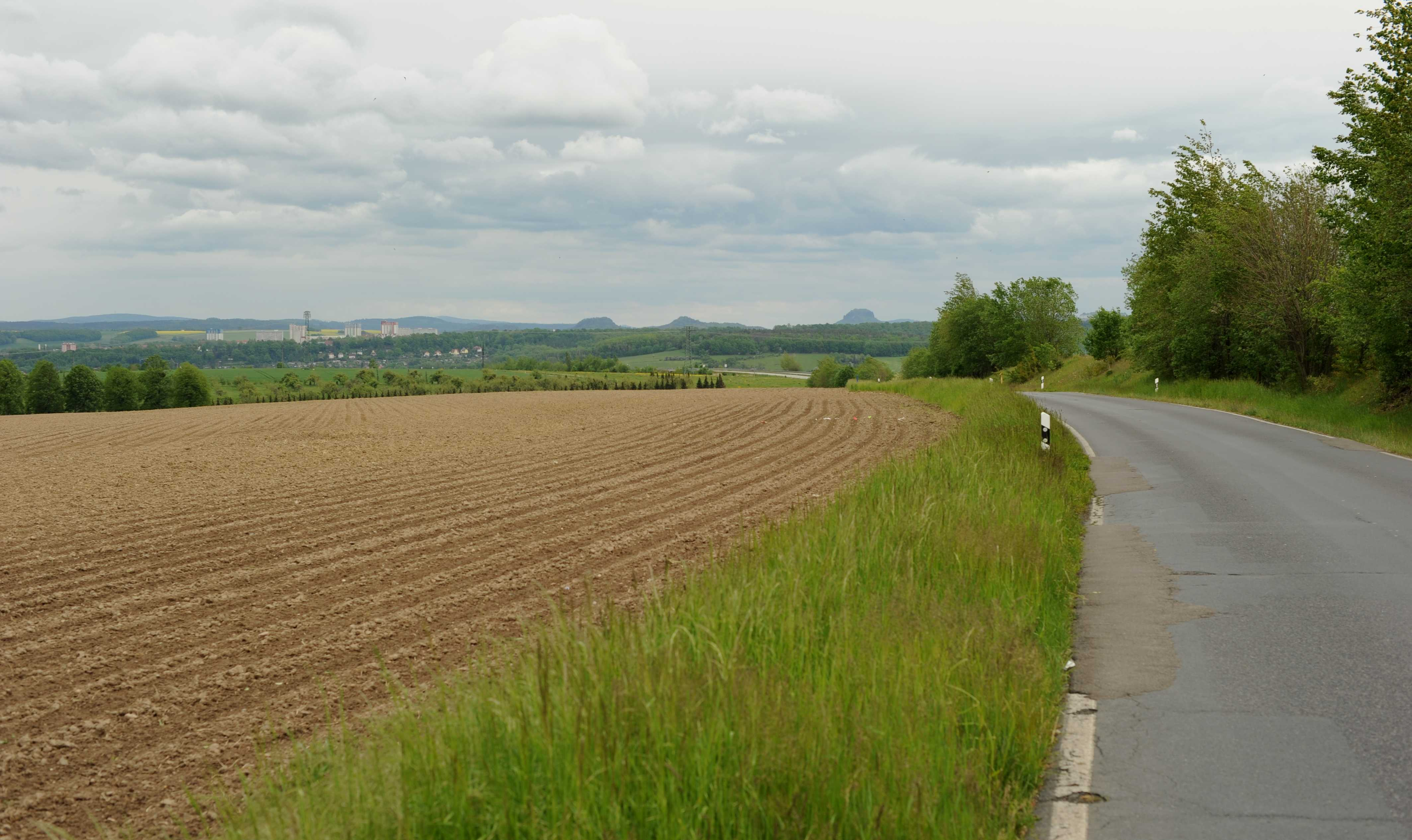
Fernblick nahe dem Barockgarten Großsedlitz auf Pirna-Sonnenstein und in die Sächsische Schweiz

Die Dippoldiswalder Straße von Pirna ist eine alte Fern- und Höhenstraße im heutigen Landkreis Sächsische Schweiz-Osterzgebirge zwischen dieser Stadt und dem Müglitztal bei Köttewitz. Von ihr sind Panoramaaussichten auf Pirna, in den Nationalpark Sächsische Schweiz sowie in das Landschaftsschutzgebiet Osterzgebirge gegeben.

## Verlauf
Der Straßenbeginn liegt im Pirnaer Stadtgebiet, im Kreuzungsbereich der Dresdner Straße, Königsteiner Straße und Maxim-Gorki-Straße. Dabei zweigt sie hier spitzwinklig von der Dresdner Straße (Bundesstraße 172) ab und verläuft das Stadtgebiet verlassend in Richtung Südwesten. Der erste Abschnitt führt durch eine Gewerbezone mit technischen Dienstleistern und Einzelhandelsgeschäften. Hier gab es eine Querung durch die ehemaligen Gleisanlagen der Bahnstrecke Pirna–Gottleuba.
Im Bereich des nach links abzweigenden Postwegs trägt sie zur Verkehrserschließung eines Wohngebiets mit Mehrfamilienhäusern aus der Nachkriegszeit (1945) bei. Von nun an folgt sie der Steigung des östlich auslaufenden Hang des Feistenbergs und führt am 1870 begonnenen und 7 Hektar umfassenden Friedhof der Evangelisch-Lutherischen Kirchgemeinde Pirna vorbei. Zwei repräsentative Toranlagen aus Elbsandstein, eine beidseitig von historischen Torhäusern flankiert, ermöglichen den Zugang zu dieser denkmalgeschützten Anlage. Ansonsten bildet eine Friedhofsmauer aus Sandsteinquadern die Abgrenzung zum Straßenraum mit Fußweg. Gegenüber haben sich Steinmetzwerkstätten und Floristen angesiedelt.
Im Bereich der Äußeren Kohlbergstraße überquert sie die durch einen lärmschützenden Tunnel verlaufende Schnellstraße B 172a. Kurz vor dieser Querung befindet sich ein Steinkreuz. Danach steigt die Dippoldiswalder Straße weiter an und nach beiderseitig gelegenen Kleingartenanlagen erreicht sie den unbebauten Außenbereich Pirnas auf der Nordflanke des Feistenbergs. Von hier erstreckt sie sich auf einer landwirtschaftlich genutzten Hochfläche, die rechtsseitig (von Pirna aus gesehen)  zum Barockgarten Großsedlitz mit kleinen Quellzonen gegen das Elbtal geneigt ist. Bereits am Ortsausgang von Pirna beginnt auf dieser Seite das seit 2010 bestehende LSG Großsedlitzer Elbhänge und Hochflächen. Linksseitig der Straße fällt das Gelände in die flache Senke des Eulengrundes mit dem Meusegastbach ab.
Von dem Straßenabschnitt auf der Hochfläche besteht ein weit gestreckter Panoramablick in das Osterzgebirge, die Sächsische Schweiz sowie in das Obere Elbtal bei Pirna. Fast parallel südlich der Dippoldiswalder Straße verläuft die Trasse der Umgehungsstraße B 172a, die am Feistenberg eine Abzweigung für die im Bau befindliche Südumfahrung Pirnas (B 172n) erhält.
Wenige Meter nordöstlich des Straßenabzweigs nach Krebs steht an einem Baum eine alte Wegesäule aus dem 19. Jahrhundert, die den ehemaligen, nicht mehr vorhandenen Straßenabzweig markiert. Folgt man der Dippoldiswalder Straße von dieser Straßengabelung weiter nach Westen, verlässt sie dann das Territorium der Stadt Pirna und bildet die Gemeindegrenze zwischen Heidenau und Dohna. Ein alter Hohlweg (Hohle) führt vom Dorf Krebs durch eine leicht eingesenkte Quellmulde bis zur Dippoldiswalder Straße an einer Unterführung der Südumfahrung herauf. Der Bau der Schnellstraße B 172a hat hier in den ursprünglichen Verlauf der Höhenstraße eingegriffen. Heute verläuft sie in Richtung Großsedlitz, wo sie als Neubauernweg in die Ortslage hineinführt. Der ursprüngliche Straßenverlauf verliert sich von hier in der Streckenführung der Schnellstraße und quert südlich von Dohna die Alte Dresden-Teplitzer Poststraße, bevor sie am ehemaligen Wirtshaus Kux (Flurname: Die Kux) den Talgrund der Müglitz erreicht.

## Galerie

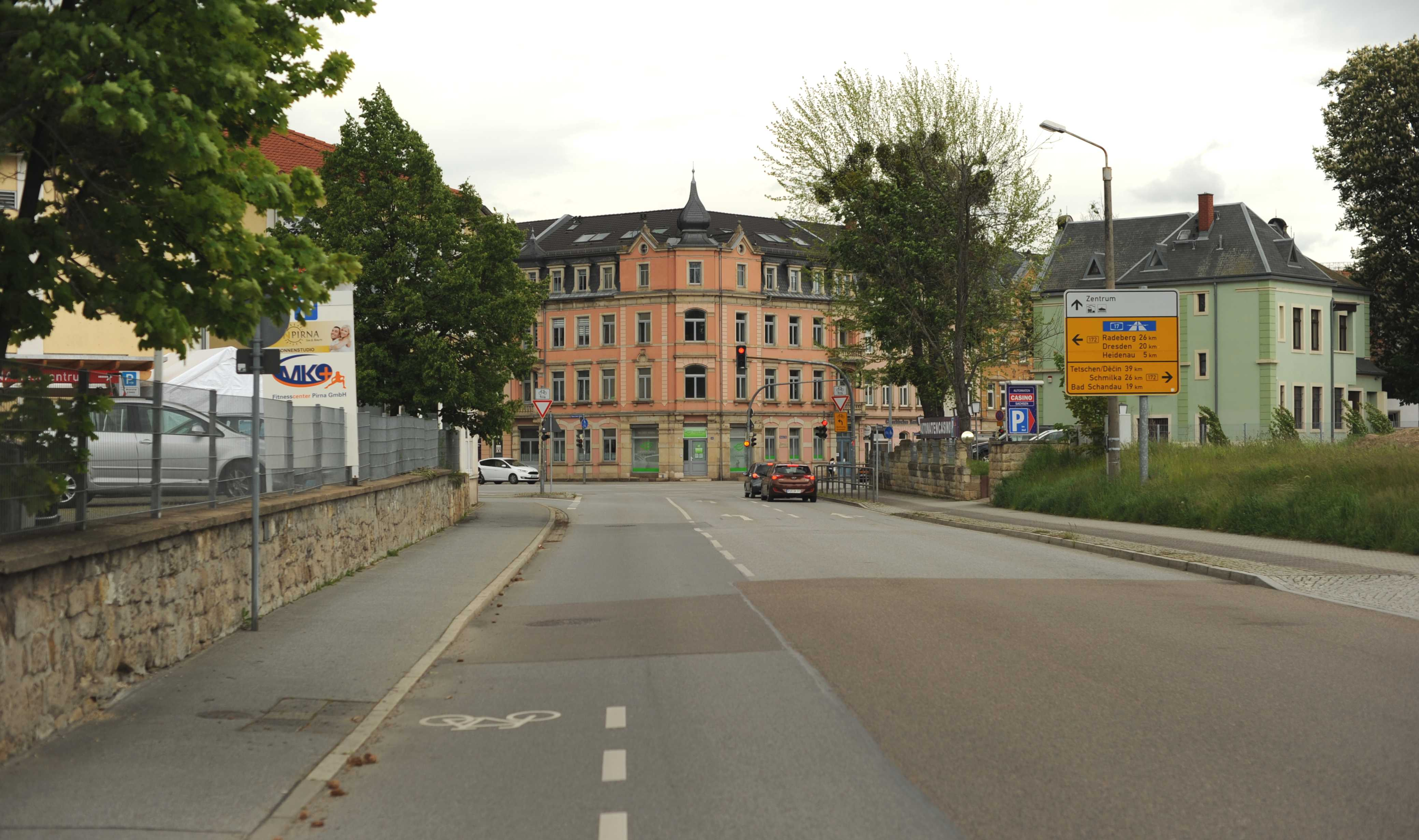
Der Kreuzungsbereich, auf den die Dippoldiswalder Straße zuführt und dort endet/beginnt
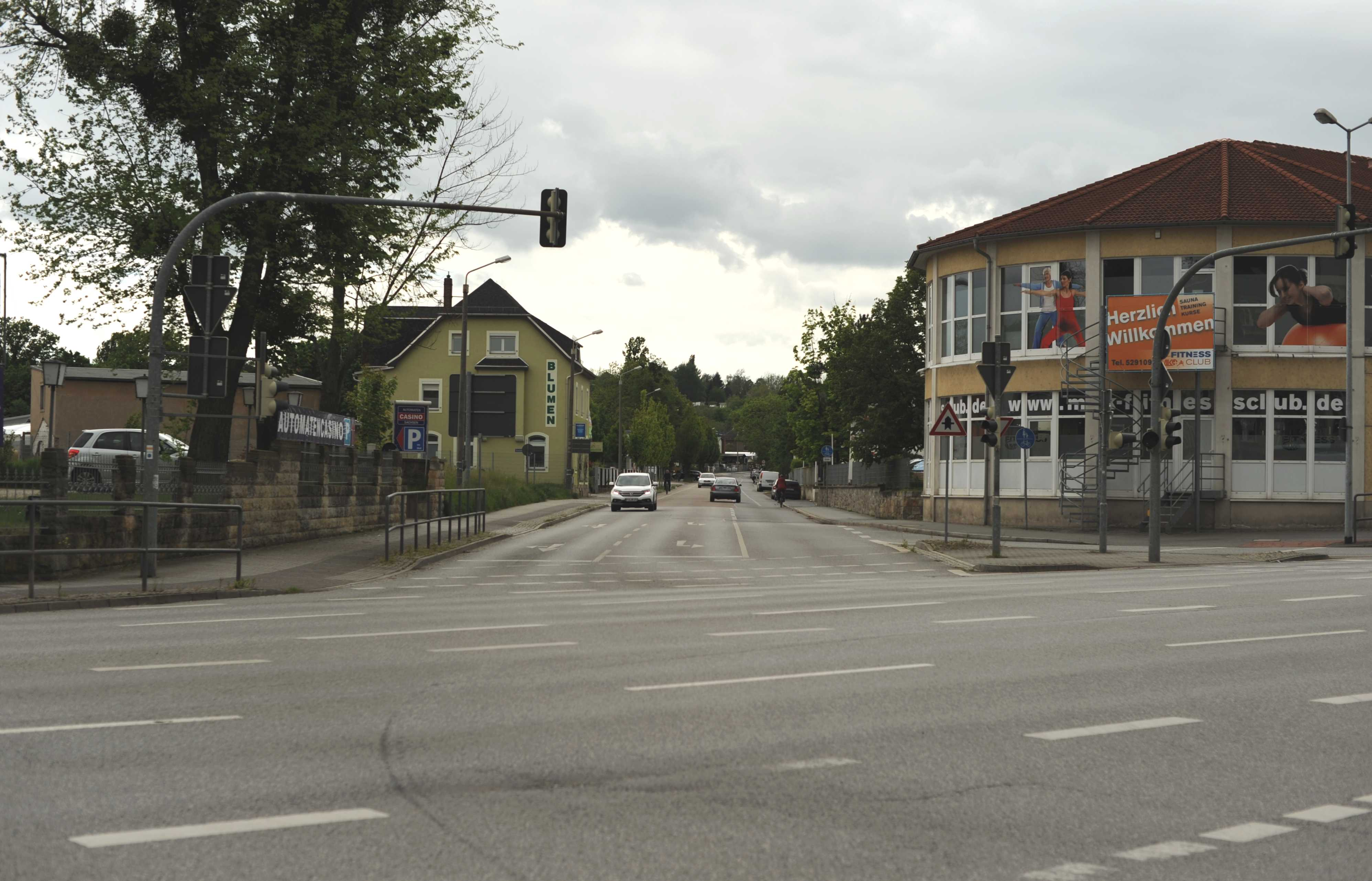
Blick vom Kreuzungsbereich an der Maxim-Gorki-Straße nach Südwesten
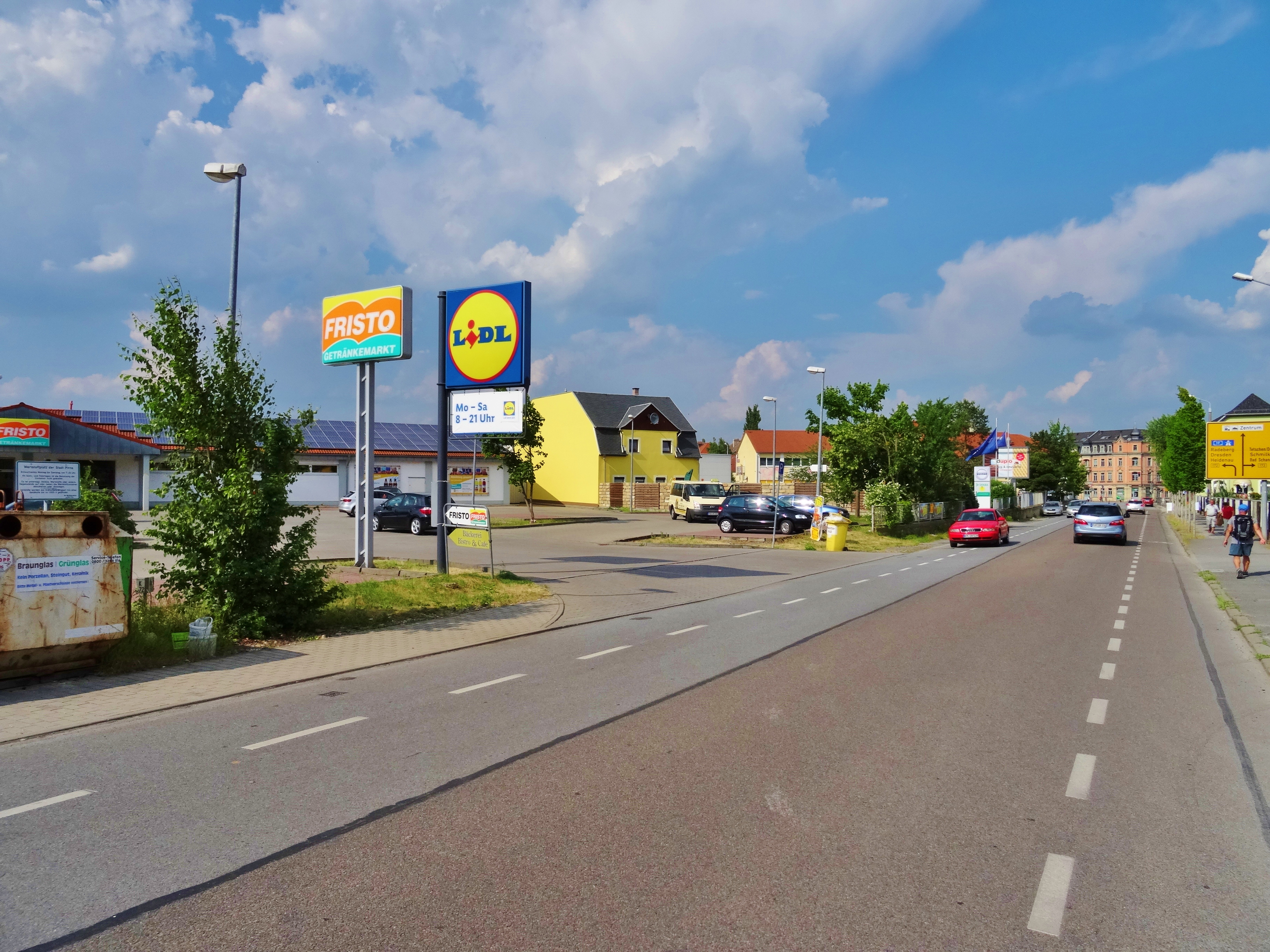
Gewerbliches Gebiet zwischen Kreuzung und Postweg
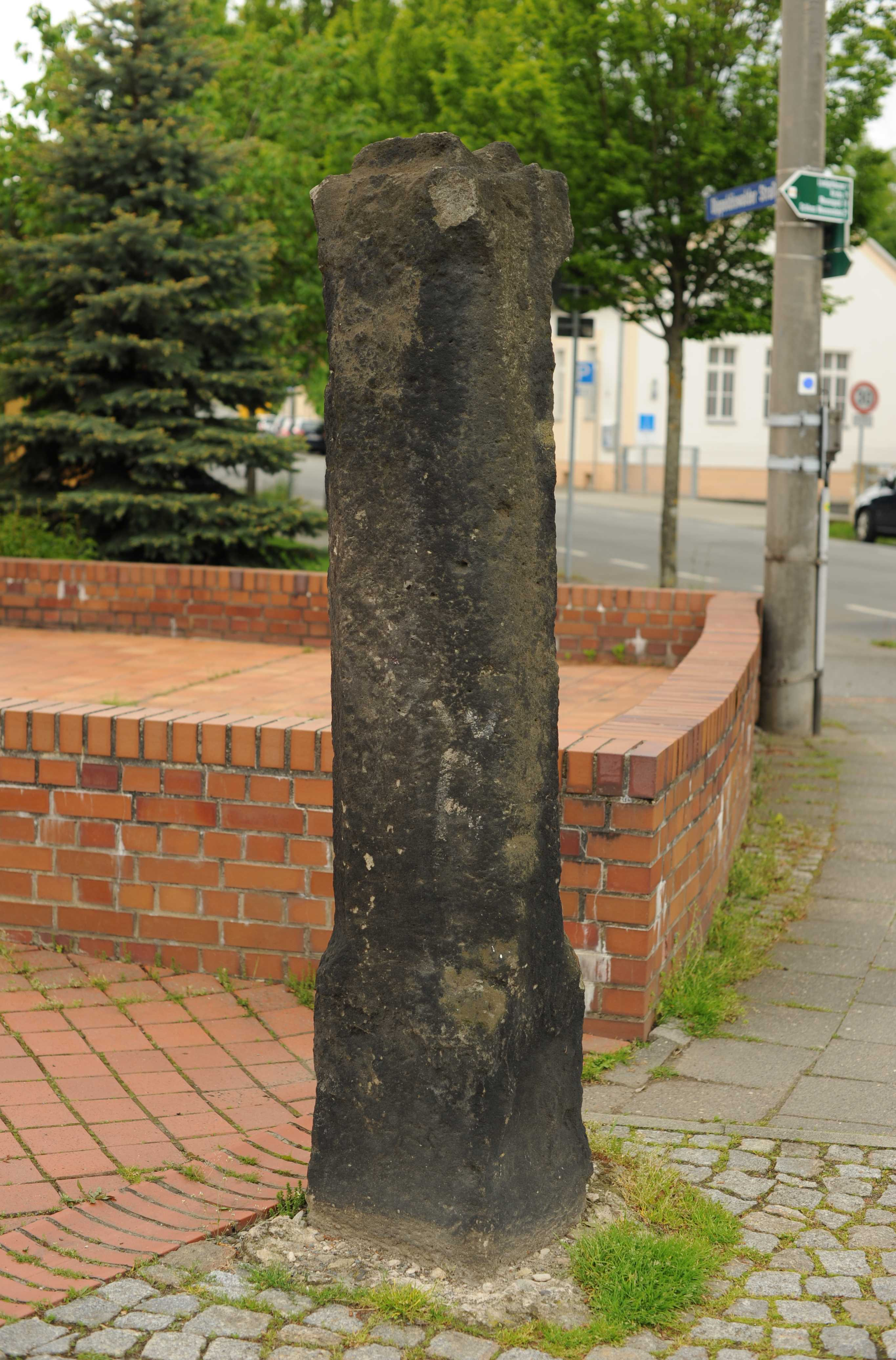
Martersäule an der Einmündung des Postwegs
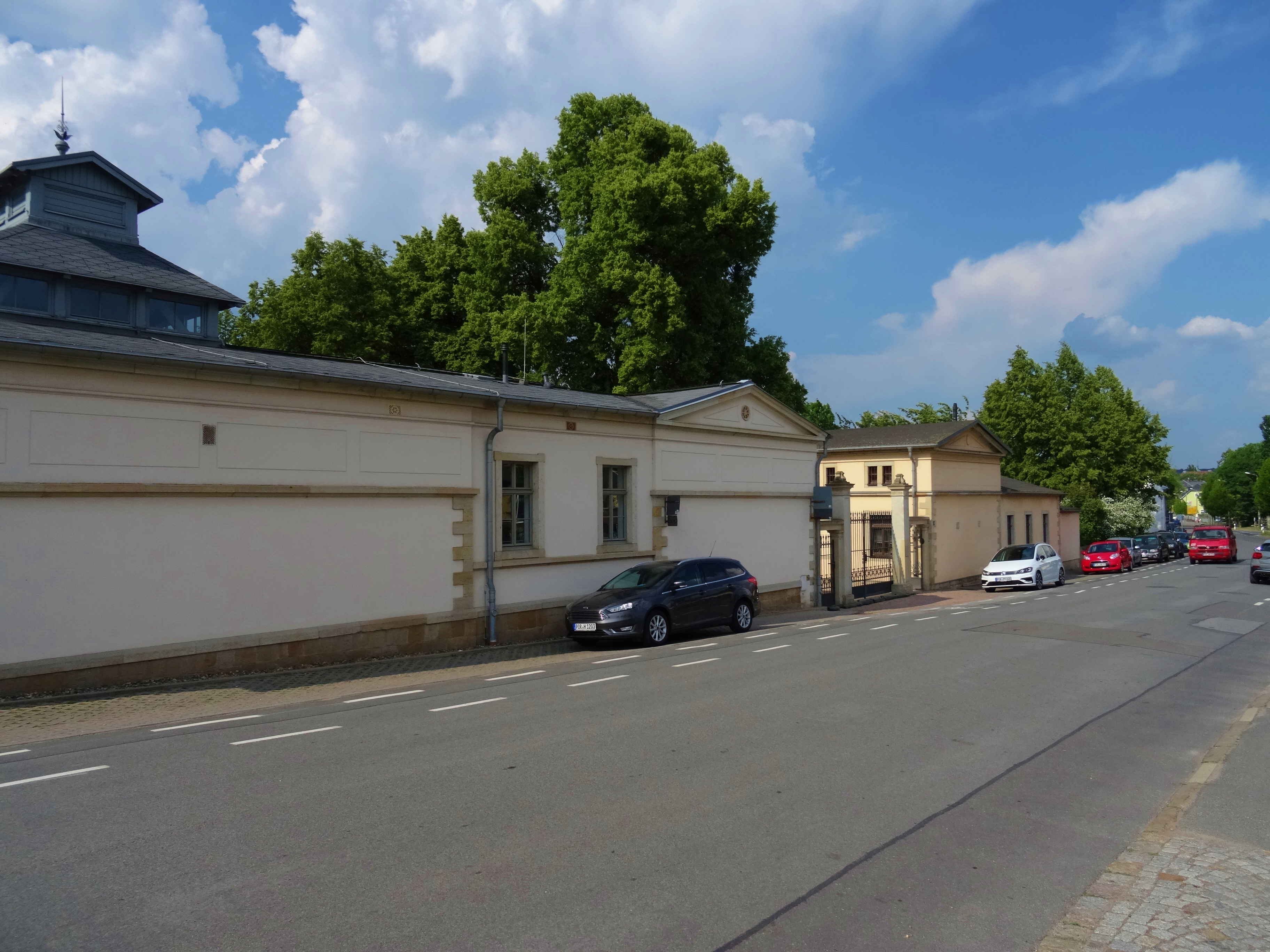
Am Friedhof
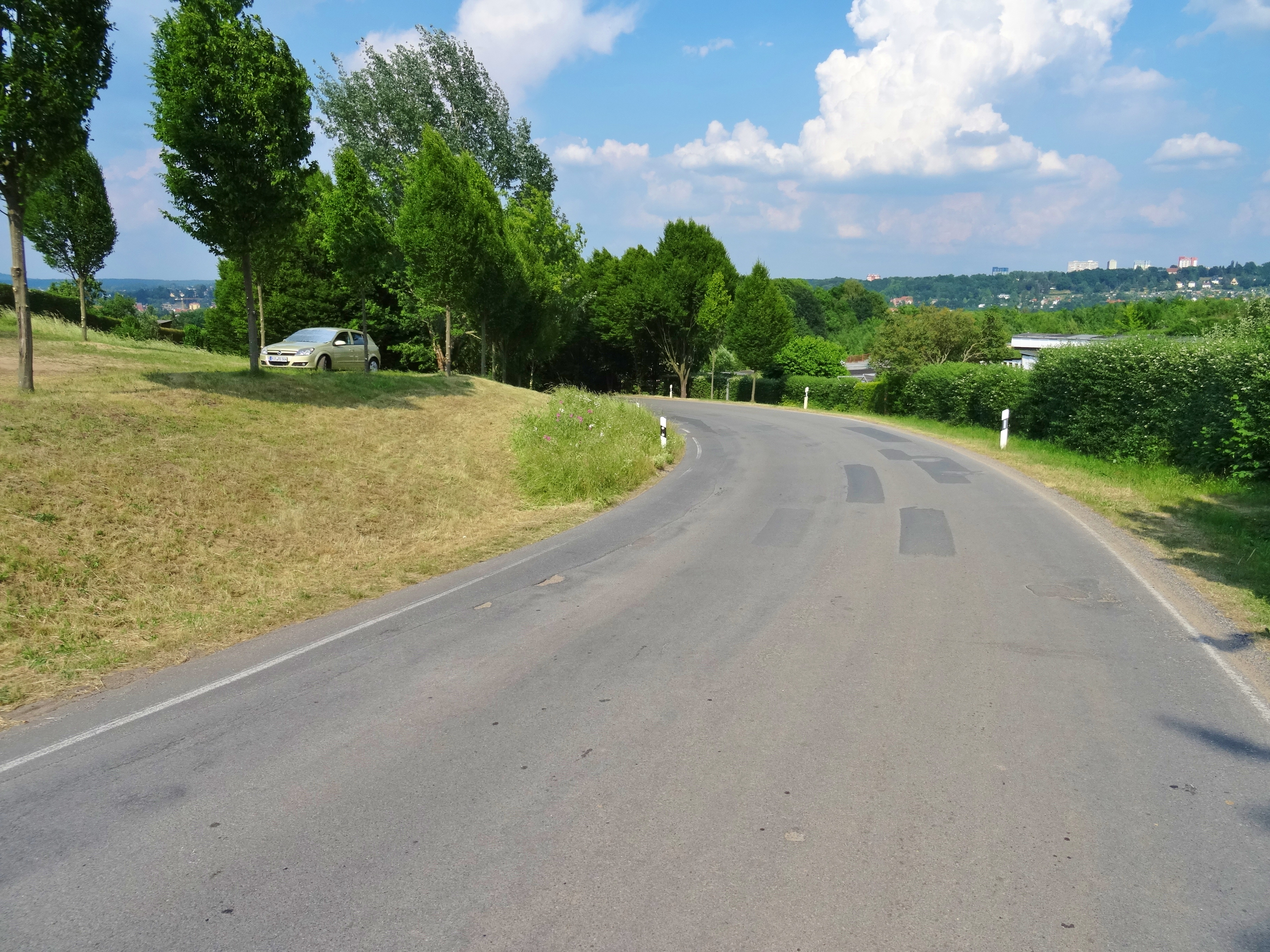
Straßenverlauf an den Kleingärten des Feistenberges
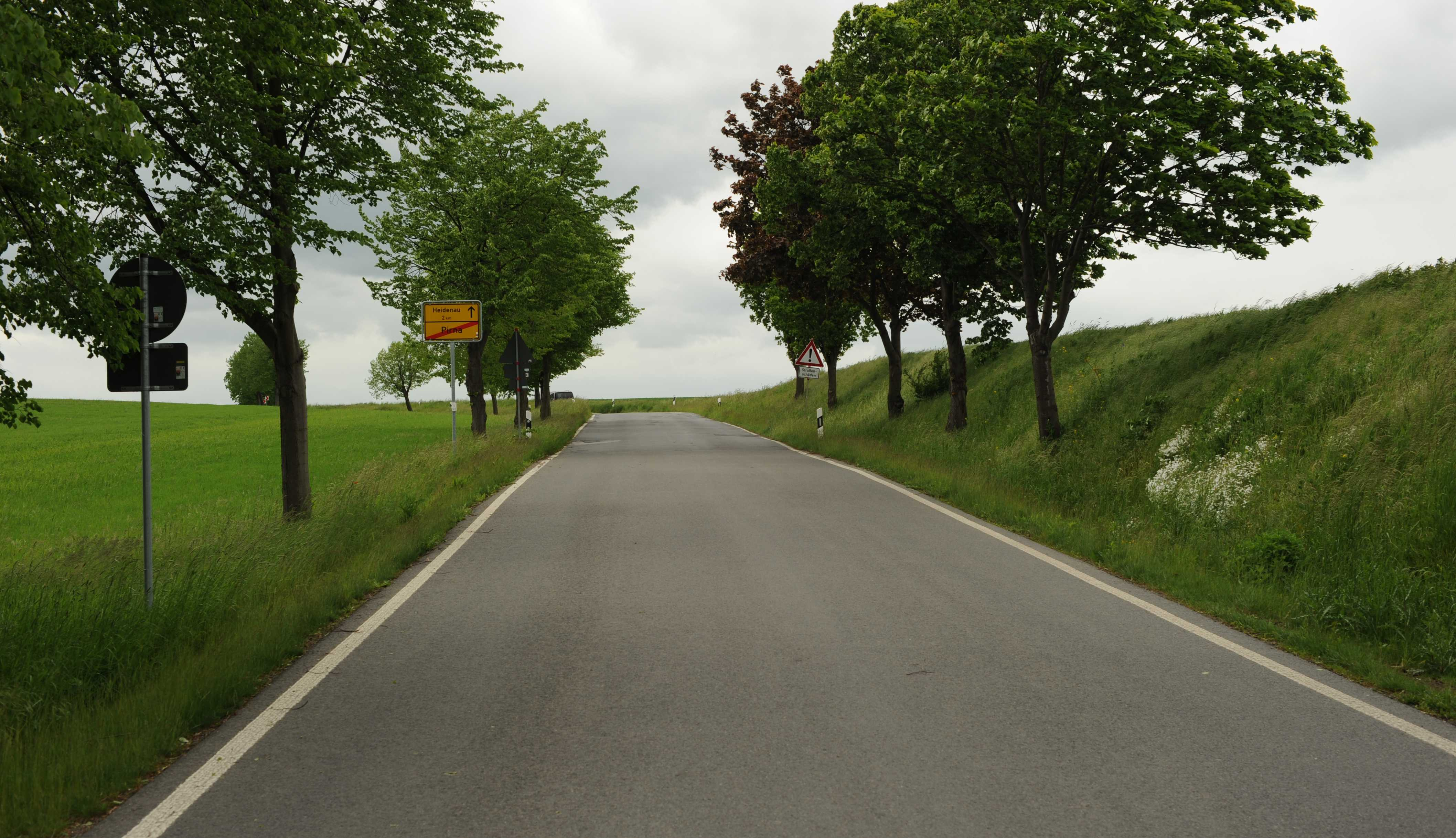
Straßenverlauf am Ortsausgangsschild von Pirna
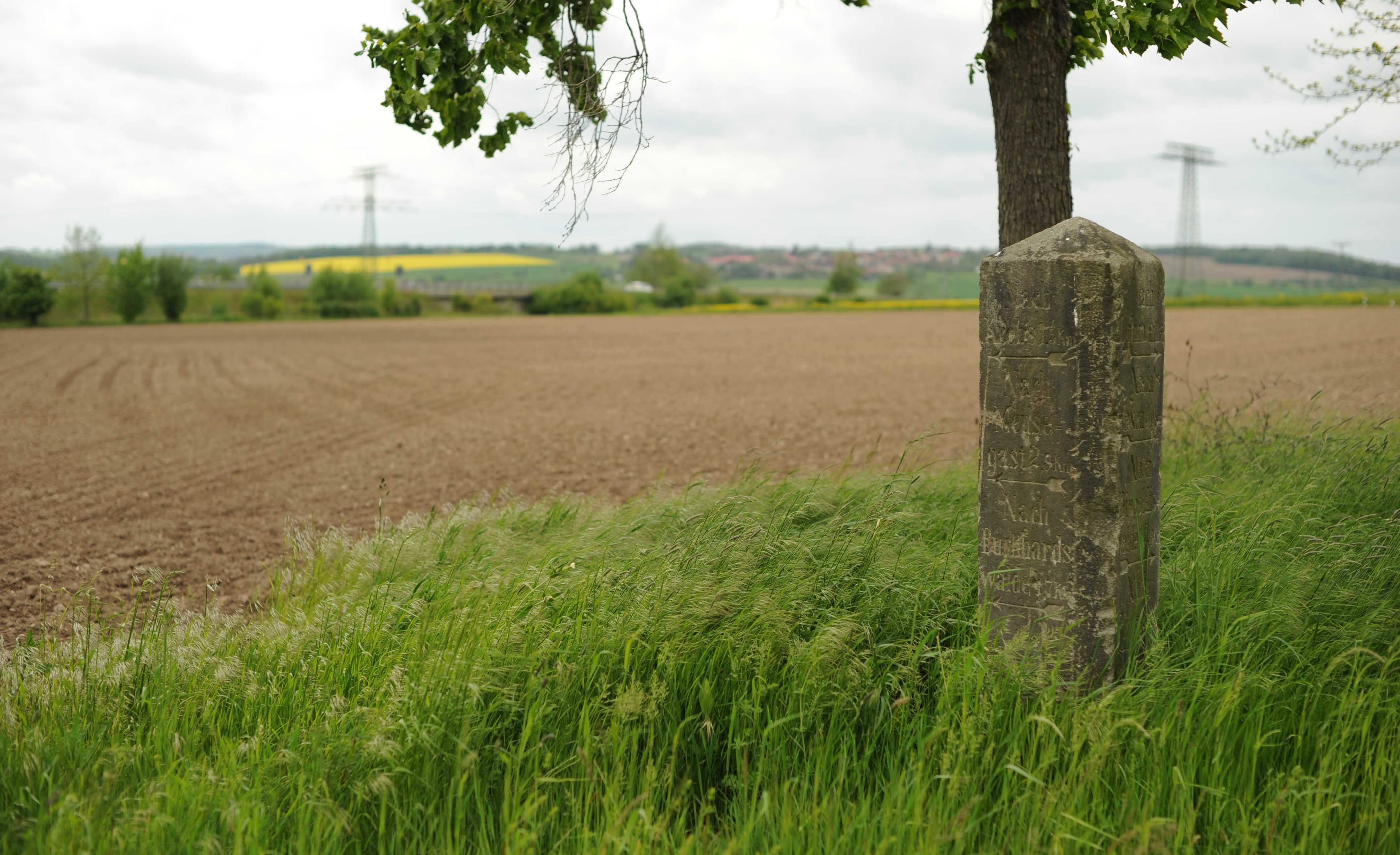
Alte Wegesäule am ehemaligen Abzweig nach Krebs
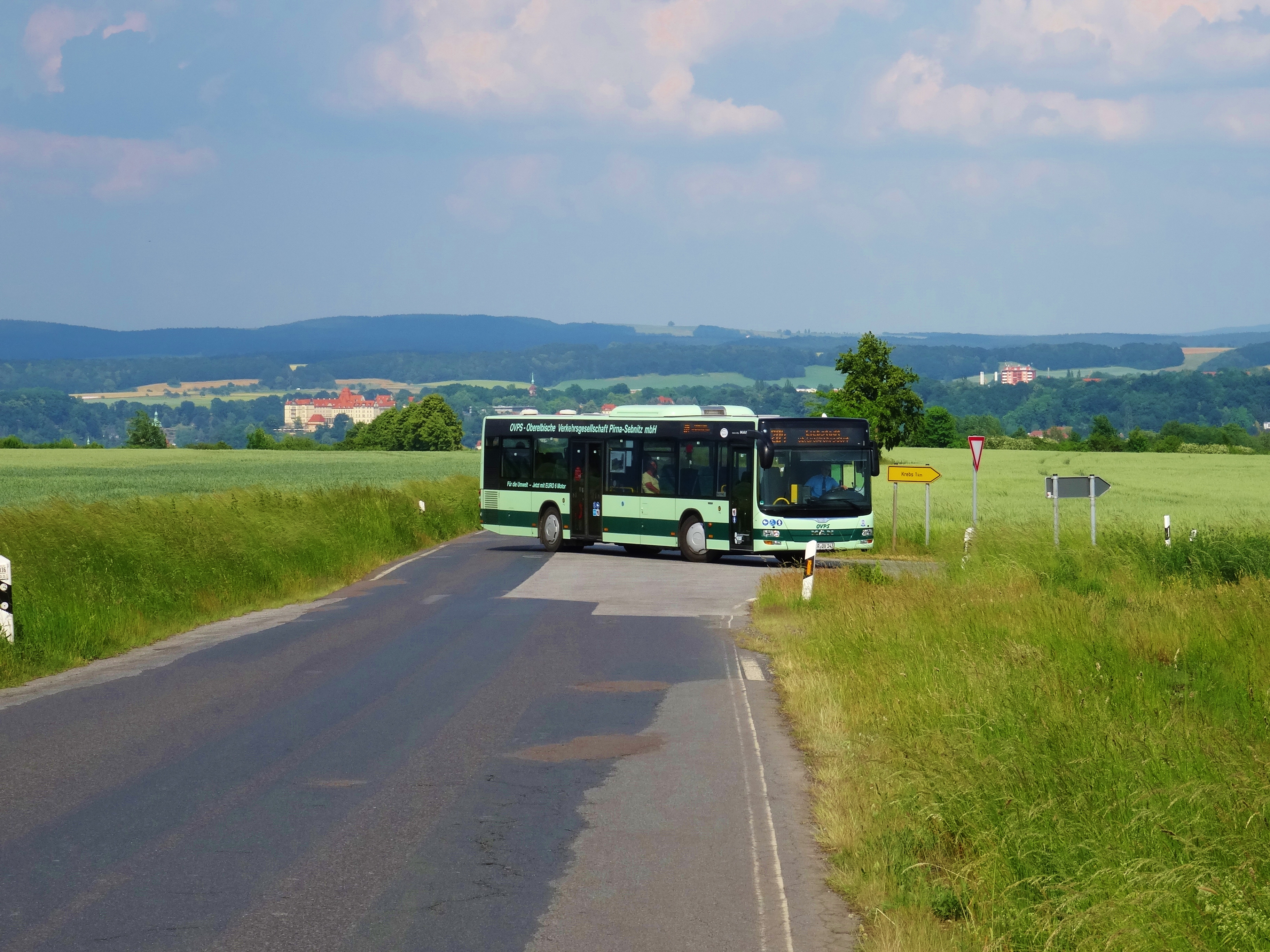
Straßenabzweig nach Krebs (nach rechts)
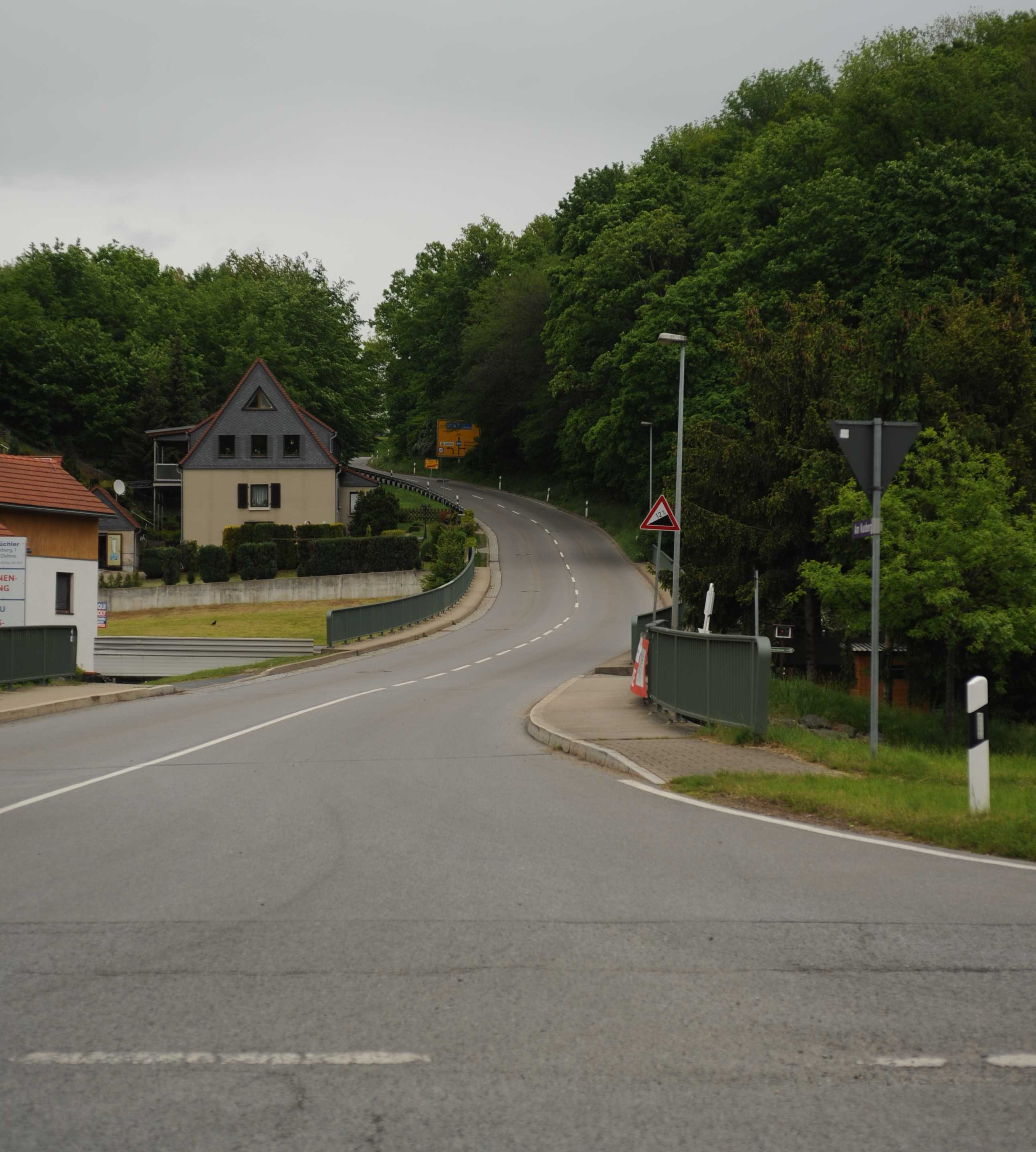
Letzter Abschnitt im Müglitztal (Stadt Dohna)